# تعاونية المسيرة (آيت ولال)
تعاونية المسيرة هو دُوَّار يقع بجماعة آيت ولال، عمالة مكناس، جهة فاس مكناس في المملكة المغربية. ينتمي الدوّار لمشيخة آيت ولال التي تضم 14 دوار. يقدر عدد سكانه بـ 1000 نسمة حسب الإحصاء الرسمي للسكان والسكنى لسنة 2004.

## روابط خارجية
- البوابة الوطنية للجماعات الترابية نسخة محفوظة 12 مارس 2018 على موقع واي باك مشين.
- المندوبية السامية للتخطيط